# Liam Hemsworth
Liam Hemsworth (Melbourne, 1990. január 13. –) ausztrál színész. Ő játszotta Josh Taylor-t a Szomszédok című szappanoperában és Marcus-t az Elefánt hercegnő gyermek-sorozatban. Hemsworth olyan amerikai filmekben is szerepelt, mint Az utolsó dal (2010), Az éhezők viadala filmsorozat (2012-2015) és A függetlenség napja – Feltámadás (2016).
Hemsworth-nek két idősebb testvére van, Luke és Chris Hemsworth, akik szintén színészek. 2009 májusától Miley Cyrus amerikai színész-, énekesnővel egy párt alkottak, végül 10 év után 2019-ben szakítottak.

## Fiatalkora
Hemsworth Melbourneben (Ausztrália) született Leonie nevű angol tanár és Craig Hemsworth szociális tanácsadó fiaként. Két idősebb testvére van, Chris Hemsworth és Luke Hemsworth, akik szintén színészek. Anyai nagyapja holland bevándorló, másik őse angol, ír, skót és német származású volt.
Amikor Hemsworth betöltötte nyolcadik életévét, családjával átköltözött Phillip Islandra, egy ausztrál kis szigetre, Melbourne-től délkeletre, ahol ideje nagy részét testvéreivel szörfözve töltötte. Hemsworth 2009 márciusában költözött az Amerikai Egyesült Államokba, hogy folytathassa színészi karrierjét. Ő és a testvére, Chris először Chris menedzserének, William Wardnak a vendégházában szálltak meg, mielőtt kibéreltek volna egy saját Los Angeles-i lakást.

## Magánélete
Hemsworth az Australian Childhood alapítvány nagykövete. Hemsworth beszélt arról, hogy hogyan lépett kapcsolatba az alapítvánnyal; "Nekem vannak a legjobb szüleim, akik lehetnek. Húsz éve dolgoznak a gyermekvédelemnél, és mindig csak bátorítottak és támogattak. A világ elég ijesztő hely, ugyanúgy a gyermekek számára is. Fontos, hogy az otthon mindig biztonságos hely legyen számukra". Amikor megkérdezték tőle, hogy gyerekek számára ő-e a hős, Hemsworth azt válaszolta, hogy nem tudja, viszont szeretne jó példát mutatni.
Hemsworth vegetáriánus és azt mondta a "Men's Fitnessnek", hogy "nem talál negatívnak eme étkezési szokást. Nem érzem magam rosszul, csak szellemileg és fizikailag pozitívan".

### Kapcsolata Miley Cyrusszal

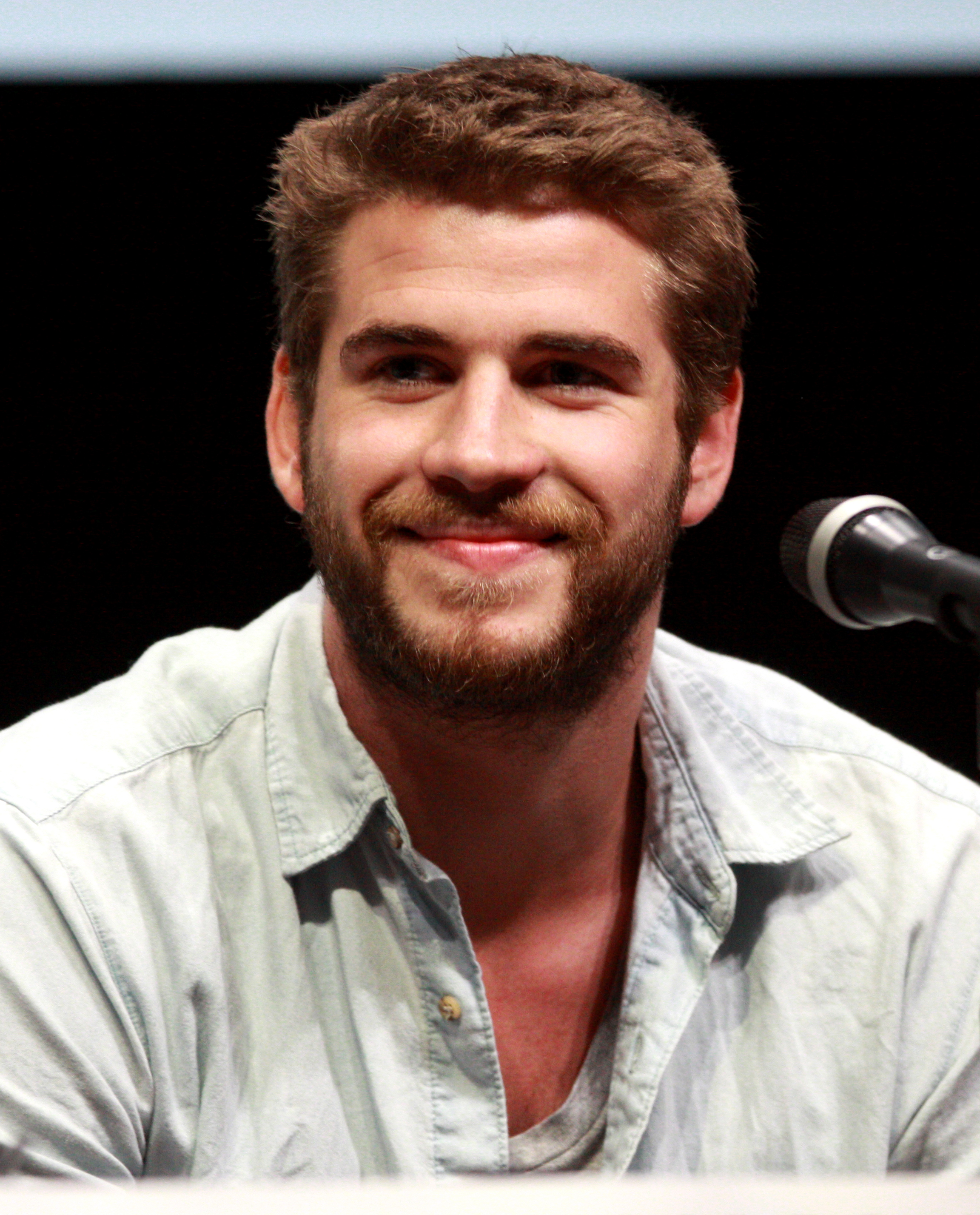
Hemsworth a 2013-as San Diego-i Comic Conon

Az utolsó dal 2009. júniusi forgatása közben, Hemsworth kapcsolatba kezdett Miley Cyrus társszereplővel. 2012 júniusában, három éven belül kisebb-nagyobb szakítás után a pár eljegyezte egymást. Együtt éltek Los Angelesben, de az eljegyzésük 2013 szeptemberében befejeződött. 2014 júliusában Hemsworth elárulta, hogy ő és Cyrus "mindig a legjobb barátok lesznek", és nem volt egy "pillanatig sem erőltetett a kapcsolatuk". A pletykák 2016 januárjában kezdődtek; elsősorban látták a párt Malibui otthonukban és Cyrus-on ismételten látták a jegygyűrűt. Cyrus megerősítette a The Ellen DeGeneres Show 'interjúján, 2016 októberétől ismét eljegyezve vannak.
2018 novemberében Cyrus a közösségi médián nyilvánosságra hozta, hogy ő és Hemsworth otthona is leégett a Woolsey tűzvész során, és beszédet mondott a közösséget sújtotta pusztításról, valamint hálát adott annak, hogy biztonságban megmenekült Hemsworth-szel, és közös háziállataikkal együtt. Másnap reggel Hemsworth válaszolt a közösségi médián, és elküldött egy képet, amelyen látszódik a korábbi otthonukban szénné égett dolgaik. Bejegyzéseiben dicsérte a közösség lakosait azért, hogy egységesen segítenek a tűz által okozott következményeken, és arra ösztönözte követőit, hogy adják idejüket, pénzüket és forrásaikat a Malibu Alapítványnak, majd a Woolsey tűzvész és az ő menyasszonya saját nonprofit szervezetének, a Happy Hippie Alapítvány számára is, hogy további segítséget nyújthassanak az utóhatásoknak. Hemsworth és Cyrus 2018. november 13-án a Cyrus alapítványon keresztül 500 000 dolláros közös adományt nyújtottak a Malibu Alapítványnak.
Hemsworth és Cyrus 2018. december 23-án házasodtak meg Nashvilleben (Tennessee). 2019. augusztus 10-én Cyrus bejelentette, hogy el fog válni. Tizenegy nappal később Hemsworth válás iránti kérelmet nyújtott be, összeegyeztethetetlen ellentétekre hivatkozva. 2020. január 28-án bejelentették, hogy a válásuk befejeződött.

## Filmográfia

### Film
| Év   | Magyar cím                                        | Eredeti cím                           | Szerep                   | Magyar hang   | Rendező               |
| ---- | ------------------------------------------------- | ------------------------------------- | ------------------------ | ------------- | --------------------- |
| 2009 | Képlet                                            | Knowing                               | Spencer                  |               | Alex Proyas           |
| 2009 | Háromszög                                         | Triagle                               | Victor                   |               | Christopher Smith     |
| 2010 | Az utolsó dal                                     | The Last Song                         | Will Blakelee            | Czető Roland  | Julie Anne Robinson   |
| 2012 | Az éhezők viadala                                 | The Hunger Games                      | Gale Hawthorne           | Fehér Tibor   | Gary Ross             |
| 2012 | The Expendables – A feláldozhatók 2.              | The Expendables 2                     | Billy "A Kölyök" Timmons | Papp Dániel   | Simon West            |
| 2013 | Szerelem és becsület                              | Love and Honor                        | Mickey Wright            | Welker Gábor  | Danny Mooney          |
| 2013 | Paranoia                                          | Paranoia                              | Adam Cassidy             | Papp Dániel   | Robert Luketic        |
| 2013 | Tuti szajré                                       | Empire State                          | Chris Potamitis          | Fehér Tibor   | Dito Montiel          |
| 2013 | Az éhezők viadala: Futótűz                        | The Hunger Games: Catching Fire       | Gale Hawthorne           | Fehér Tibor   | Francis Lawrence (1.) |
| 2014 |                                                   | Cut Bank                              | Dwayne McLaren           |               | Matt Shakman          |
| 2014 | Az éhezők viadala: A kiválasztott – 1. rész       | The Hunger Games: Mockingjay - Part 1 | Gale Hawthorne           | Fehér Tibor   | Francis Lawrence (2.) |
| 2015 | A ruhakészítő                                     | The Dressmaker                        | Ted McSwiney             | Dévai Balázs  | Jocelyn Moorhouse     |
| 2015 | A ruhakészítő                                     | The Dressmaker                        | Ted McSwiney             | Fehér Tibor   | Jocelyn Moorhouse     |
| 2015 | A ruhakészítő                                     | The Dressmaker                        | Ted McSwiney             | Pásztor Tibor | Jocelyn Moorhouse     |
| 2015 | Az éhezők viadala: A kiválasztott – Befejező rész | The Hunger Games: Mockingjay - Part 2 | Gale Hawthorne           | Fehér Tibor   | Francis Lawrence (3.) |
| 2016 | A függetlenség napja – Feltámadás                 | Independence Day: Resurgence          | Jake Morrison            | Fehér Tibor   | Roland Emmerich       |
| 2016 | A párbaj                                          | The Duel                              | David Kingston           | Papp Dániel   | Kieran Darcy-Smith    |
| 2019 | Hát nem romantikus?                               | Isn't It Romantic                     | Blake                    |               | Todd Strauss-Schulson |
| 2019 | Killerman                                         | Killerman                             | Moe / Frank Killerman    | Czető Roland  | Malik Bader           |
| 2020 | Az arkansasi drogfutárok                          | Arkansas                              | Kyle                     |               | Clark Duke            |
| 2022 | Pókerarc                                          | Poker Face                            | Michael Nankervis        | Nagypál Gábor | Russell Crowe         |
| 2024 | Maga a pokol                                      | Land of Bad                           | JJ Kinney őrmester       | Fehér Tibor   | William Eubank        |

### Televízió
| Év        | Magyar cím       | Eredeti cím           | Szerep        | Megjegyzések |
| --------- | ---------------- | --------------------- | ------------- | ------------ |
| 2007      | Otthonunk        | Home and Away         | N/A           | 1 epizód     |
| 2007      | McLeod lányai    | McLeod's Daughters    | Damo          | 1 epizód     |
| 2007–2008 | Szomszédok       | Neighbours            | Josh Taylor   | 25 epizód    |
| 2008–2009 | Elefánt hercegnő | The Elephant Princess | Marcus        | 18 epizód    |
| 2009      | Bordélyház       | Satisfaction          | Marc          | 2 epizód     |
| 2015      | The Muppets      | The Muppets           | önmaga        | 1 epizód     |
| 2016      | A munka hősei    | Workaholics           | Cushing Ward  | 1 epizód     |
| 2020      |                  | Most Dangerous Game   | Dodge Maynard | főszereplő   |